# Missouri Valley Football Conference
La Missouri Valley Football Conference (MVFC), antiguamente conocida como Gateway Football Conference, es una de las conferencias que componen la División I de la NCAA, dentro de la subdivisión FCS, que cuenta con un único deporte, el fútbol americano. Sus miembros son universidades que pertenecen a estados del Medio Oeste de Estados Unidos, y que a su vez están afiliadas a otra conferencia para el resto de deportes.

## Miembros

### Miembros actuales
| Institución                                | Localización                  | Fundada | Tipo    | Año de unión | Equipo         | Conferencia Primaria       |
| ------------------------------------------ | ----------------------------- | ------- | ------- | ------------ | -------------- | -------------------------- |
| Universidad Estatal de Illinois            | Normal, Illinois              | 1857    | Pública | 1985         | Redbirds       | Missouri Valley Conference |
| Universidad Estatal de Indiana             | Terre Haute, Indiana          | 1865    | Pública | 1986         | Sycamores      | Missouri Valley Conference |
| Universidad Estatal de Murray              | Murray, Kentucky              | 1922    | Pública | 2023         | Racers         | Missouri Valley Conference |
| Universidad de Dakota del Norte            | Grand Forks, Dakota del Norte | 1883    | Pública | 2020         | Fighting Hawks | The Summit League          |
| Universidad Estatal de Dakota del Norte    | Fargo, Dakota del Norte       | 1890    | Pública | 2008         | Bison          | The Summit League          |
| Universidad del Norte de Iowa              | Cedar Falls, Iowa             | 1876    | Pública | 1985         | Panthers       | Missouri Valley Conference |
| Universidad de Dakota del Sur              | Vermillion, Dakota del Sur    | 1862    | Pública | 2012         | Coyotes        | The Summit League          |
| Universidad Estatal de Dakota del Sur      | Brookings, Dakota del Sur     | 1881    | Pública | 2008         | Jackrabbits    | The Summit League          |
| Universidad del Sur de Illinois Carbondale | Carbondale, Illinois          | 1869    | Pública | 1985         | Salukis        | Missouri Valley Conference |
| Universidad Estatal de Youngstown          | Youngstown, Ohio              | 1908    | Pública | 1997         | Penguins       | Horizon League             |

### Antiguos miembros
| Institución                        | Localización            | Equipo       | Tipo    | Año de unión | Año de salida | Conferencia actual     |
| ---------------------------------- | ----------------------- | ------------ | ------- | ------------ | ------------- | ---------------------- |
| Universidad del Este de Illinois   | Charleston, Illinois    | Panthers     | Pública | 1985         | 1995          | Ohio Valley Conference |
| Universidad de Kentucky Occidental | Bowling Green, Kentucky | Hilltoppers  | Pública | 2001         | 2006          | Conference USA         |
| Universidad de Illinois Occidental | Macomb, Illinois        | Leathernecks | Pública | 1985         | 2024          | Ohio Valley Conference |
| Universidad Estatal de Misuri      | Springfield, Misuri     | Bears        | Pública | 1985         | 2025          | Conference USA         |

## Campeones
- 1985: Northern Iowa (5-0)
- 1986: Eastern Illinois (5-1)
- 1987: Northern Iowa (6-0)
- 1988: Western Illinois (6-0)
- 1989: Missouri State (5-1)
- 1990: Missouri State y Northern Iowa (5-1)
- 1991: Northern Iowa (5-1)
- 1992: Northern Iowa (5-1)
- 1993: Northern Iowa (5-1)
- 1994: Northern Iowa (6-0)
- 1995: Eastern Illinois y Northern Iowa (5-1)
- 1996: Northern Iowa (6-0)
- 1997: Western Illinois (6-0)
- 1998: Western Illinois (5-1)
- 1999: Illinois State (6-0)
- 2000: Western Illinois (5-1)
- 2001: Northern Iowa (6-1)
- 2002: Western Illinois y Western Kentucky (6-1)
- 2003: Northern Iowa y Southern Illinois (6-1)
- 2004: Southern Illinois (7-0)
- 2005: Northern Iowa, Southern Illinois y Youngstown State (5-2)
- 2006: Youngstown State (6-1)
- 2007: Northern Iowa (6-0)
- 2008: Southern Illinois & Northern Iowa (7-1)
- 2009: Southern Illinois (8-0)
- 2010: Northern Iowa (6-2)
- 2011: North Dakota State (7-1) y Northern Iowa (7-1)
- 2012: North Dakota State (7-1)
- 2013: North Dakota State (8-0)
- 2014: Illinois State (7-1) y North Dakota State (7-1)
- 2015: Illinois State (7-1) y North Dakota State (7-1)
- 2016: North Dakota State (7-1) y South Dakota State (7-1)
- 2017: North Dakota State (7-1)
- 2018: North Dakota State (8-0)
- 2019: North Dakota State (8-0)
- 2020: Missouri State (5–1), North Dakota (4–1) y South Dakota State (5-1)
- 2021: North Dakota State (7-1)
- 2022: South Dakota State (8-0)
- 2023: South Dakota State (8-0)
- 2024: North Dakota State, South Dakota y South Dakota State (7-1)

## Títulos de conferencia por universidad
| Universidad        | Campeonatos | Años campeones                                                                                 |
| ------------------ | ----------- | ---------------------------------------------------------------------------------------------- |
| Northern Iowa      | 16          | 1985, 1987, 1990, 1991, 1992, 1993, 1994, 1995, 1996, 2001, 2003, 2005, 2007, 2008, 2010, 2011 |
| North Dakota State | 11          | 2011, 2012, 2013, 2014, 2015, 2016, 2017, 2018, 2019, 2021, 2024                               |
| South Dakota State | 5           | 2016, 2020, 2022, 2023, 2024                                                                   |
| Southern Illinois  | 5           | 2003. 2004, 2005, 2008, 2009                                                                   |
| Western Illinois   | 5           | 1988, 1997, 1998, 2000, 2002                                                                   |
| Illinois State     | 3           | 1999, 2014, 2015                                                                               |
| Missouri State     | 3           | 1989, 1990, 2020                                                                               |
| Eastern Illinois   | 2           | 1986, 1995                                                                                     |
| Youngstown State   | 2           | 2005, 2006                                                                                     |
| South Dakota       | 1           | 2024                                                                                           |
| Western Kentucky   | 1           | 2002                                                                                           |
| North Dakota       | 1           | 2020                                                                                           |
| Indiana State      | 0           | N/A                                                                                            |
| Murray State       | 0           | N/A                                                                                            |

## Campeonatos nacionales
| Equipo             | Títulos | Años                                                       | Finales | Finalistas       |
| ------------------ | ------- | ---------------------------------------------------------- | ------- | ---------------- |
| North Dakota State | 10      | 2011, 2012, 2013, 2014, 2015, 2017, 2018, 2019, 2021, 2024 | 11      | 2022             |
| Youngstown State   | 4       | 1991, 1993, 1994, 1997                                     | 7       | 1992, 1999, 2016 |
| South Dakota State | 2       | 2022, 2023                                                 | 3       | 2020             |
| Southern Illinois  | 1       | 1983                                                       | 1       |                  |
| Western Kentucky^  | 1       | 2002                                                       | 1       |                  |
| Illinois State     | 0       |                                                            | 1       | 2014             |
| Northern Iowa      | 0       |                                                            | 1       | 2005             |

^ Ahora miembro de la Football Bowl Subdivision (FBS).